# Крупка (растение)
Кру́пка (лат. Drába) — многочисленный род однолетних и многолетних травянистых растений семейства Капустные (Brassicaceae), насчитывающий около 500 видов.

## Ботаническое описание
Однолетние или многолетние низкие подушковидные растения, опушенные ветвистыми и звездчатыми волосками, реже — простыми или вильчатыми. Высота 5—10 см.
Листья простые, цельные или многозубчатые, двух типов — нижние розеточные с черешками и верхние стеблевые — сидячие.
Цветки жёлтые или белые, собраны в плотные кистевидные соцветия, удлиняющиеся при плодах. Чашелистики прямостоячие или слегка отклоненные. Лепестки обратнояйцевидные, с ноготками. У нескольких видов, ранее относимых к отдельному роду Веснянка (Erophila), лепестки двураздельные. Завязь сидячая, с коротким столбиком, рыльце двулопастное.
Плоды — двухгнездые (редко четырехгнездые) стручочки, приплюснутые с боков, различной формы — эллиптические, яйцевидные, ланцетные, округлые, линейные, прямые или скрученные, плоские или слабо вздутые. Гнезда многосемянные.

## Распространение и экология
Основная масса видов произрастает в субальпийском и альпийском поясах гор Евразии, Америки и в арктической тундре.

## Хозяйственное значение и применение

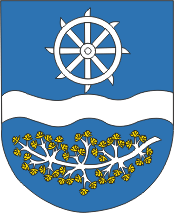
Считается, что растение дало название городу Крупки Минской области в Республике Беларусь, поэтому изображение крупки имеется на местном гербе

Некоторые виды декоративны и введены в культуру. Крупки очень засухоустойчивы, светолюбивы, но чтобы после цветения сохранялась зелень, нуждаются в обильном поливе. Почвы пригодны суглинистые, супесчаные, каменистые, содержащие гумус и известь, водопроницаемые. Размножаются делением куста и семенами.

## Классификация

### Таксономия
Draba L., 1753, Sp. Pl. : 642
Род Крупка относится к семейству Капустные (Brassicaceae) порядка Капустоцветные (Brassicales). Кладограмма в соответствии с Системой APG IV по состоянию на июнь 2023 года:
|  |                                      |  |                                   |                                   |                     |  | ещё 16 семейств |              |              |                                                              |
|  |                                      |  |                                   |                                   |                     |  |                 |              |              | 466 подтвержденных видов и 55 видов, ожидающих подтверждения |
|  |                                      |  |                                   | порядок Капустоцветные            |                     |  |                 |              | род Крупка   |                                                              |
|  |                                      |  |                                   | порядок Капустоцветные            |                     |  |                 |              | род Крупка   |                                                              |
|  | отдел Цветковые, или Покрытосеменные |  |                                   |                                   | семейство Капустные |  |                 |              |              |                                                              |
|  | отдел Цветковые, или Покрытосеменные |  |                                   |                                   |                     |  |                 |              |              |                                                              |
|  |                                      |  | ещё 63 порядка цветковых растений | ещё 63 порядка цветковых растений |                     |  |                 | ещё 354 рода | ещё 354 рода |                                                              |
|  |                                      |  |                                   | ещё 63 порядка цветковых растений |                     |  |                 |              | ещё 354 рода |                                                              |

### Виды
Некоторые из них:
- Draba alpina L. — Крупка альпийская
- Draba bhutanica H.Hara — Крупка бутанская
- Draba incana L. — Крупка седоватая
- Draba lactea Adams — Крупка молочно-белая
- Draba muralis — Крупка стенная
- Draba nemorosa L. — Крупка дубравная
- Draba sibirica (Pall.) Thell. — Крупка сибирская
- Draba verna L. — Крупка весенняя, или Веснянка весенняя

В средней полосе России распространён вид Драба бруниелистная (Draba bruniifolia Stev.) — многолетнее растение, растущее в виде моховой подушки, высотой 12 см, при диаметре кустика до 25 см. Листья линейные, мелкие. Цветки жёлтые, собраны в кистевидные соцветия. Цветёт в начале июня — середине июля.

### Синонимы
- Aizodraba  Fourr.
- Coelonema  Maxim.
- Consana  Adans.
- Dolichostylis  Turcz.
- Dollineria  Sauter
- Drabella  (DC.) Fourr.
- Drabopsis  K.Koch
- Erophila  DC.
- Holarges  Ehrh.
- Holargidium  Turcz.
- Nesodraba  Greene
- Odontocyclus  Turcz.
- Pseudobraya  Korsh.